# Puerto Castilla
|  | Per a altres significats, vegeu «Puerto Castilla (Hondures)». |

Puerto Castilla és un municipi a la província d'Àvila a la comunitat autònoma de Castella i Lleó.
| 1991 | 1996 | 2001 | 2004 |
| ---- | ---- | ---- | ---- |
| 137  | 144  | 151  | 146  |